# Osjibka rezidenta
Osjibka rezidenta (russisk: Ошибка резидента) er en sovjetisk spillefilm fra 1968 af Veniamin Dorman.

## Medvirkende
- Georgij Zjzjonov som Mikhail Tuljev
- Mikhail Nozjkin som Pavel Sinitsyn
- Oleg Zjakov som Dembovitj
- Jefim Kopeljan som Sergejev
- Eleonora Sjasjkova som Maria